# Halle Open 2024 - Qualificazioni singolare
Le qualificazioni del singolare del Halle Open 2024 sono state un torneo di tennis preliminare per accedere alla fase finale. I vincitori dell'ultimo turno sono entrati di diritto nel tabellone principale. In caso di ritiro di uno o più giocatori aventi diritto, a questi sono subentrati i lucky loser, ossia i giocatori che hanno perso nell'ultimo turno ma che avevano una classifica più alta rispetto agli altri partecipanti che avevano comunque perso nel turno finale.

## Teste di serie
1. Corentin Moutet (ultimo turno)
2. Aleksandr Ševčenko (primo turno)
3. Alex Michelsen (qualificato)
4. Jakub Menšík (primo turno)

1. Roberto Bautista Agut (ultimo turno)
2. Constant Lestienne (ultimo turno)
3. Yannick Hanfmann (ultimo turno)
4. Aslan Karacev (primo turno)

## Qualificati
1. James Duckworth
2. Max Purcell

1. Alex Michelsen
2. Oscar Otte

## Tabellone

### Legenda
| - Q = Qualificato - WC = Wild card - LL = Lucky loser | - ALT = Alternate - SE = Special Exempt - PR = Protected Ranking | - w/o = Walkover - r = Ritirato - d = Squalificato |

### Sezione 1
|  | Primo turno | Primo turno       | Primo turno       | Primo turno | Primo turno |  |  | Ultimo turno | Ultimo turno    | Ultimo turno    | Ultimo turno | Ultimo turno |  |
|  |             |                   |                   |             |             |  |  |              |                 |                 |              |              |  |
|  | 1           | Corentin Moutet   | Corentin Moutet   | 6           | 6           |  |  |              |                 |                 |              |              |  |
|  |             | Valentin Vacherot | Valentin Vacherot | 2           | 2           |  |  | 1            | Corentin Moutet | Corentin Moutet | 1            | 65           |  |
|  |             | James Duckworth   | 6                 | 4           | 6           |  |  |              | James Duckworth | James Duckworth | 6            | 7            |  |
|  | 8           | Aslan Karacev     | 3                 | 6           | 4           |  |  |              |                 |                 |              |              |  |

### Sezione 2
|  | Primo turno | Primo turno           | Primo turno           | Primo turno | Primo turno |  |  | Ultimo turno | Ultimo turno          | Ultimo turno          | Ultimo turno | Ultimo turno |  |
|  |             |                       |                       |             |             |  |  |              |                       |                       |              |              |  |
|  | 2           | Aleksandr Ševčenko    | Aleksandr Ševčenko    | 3           | 2           |  |  |              |                       |                       |              |              |  |
|  |             | Max Purcell           | Max Purcell           | 6           | 6           |  |  |              | Max Purcell           | Max Purcell           | 6            | 6            |  |
|  |             | Pierre-Hugues Herbert | Pierre-Hugues Herbert | 62          | 64          |  |  | 5            | Roberto Bautista Agut | Roberto Bautista Agut | 4            | 4            |  |
|  | 5           | Roberto Bautista Agut | Roberto Bautista Agut | 7           | 7           |  |  |              |                       |                       |              |              |  |

### Sezione 3
|  | Primo turno | Primo turno      | Primo turno      | Primo turno | Primo turno |  |  | Ultimo turno | Ultimo turno     | Ultimo turno     | Ultimo turno | Ultimo turno |  |
|  |             |                  |                  |             |             |  |  |              |                  |                  |              |              |  |
|  | 3           | Alex Michelsen   | Alex Michelsen   | 7           | 6           |  |  |              |                  |                  |              |              |  |
|  | WC          | Max Hans Rehberg | Max Hans Rehberg | 5           | 4           |  |  | 3            | Alex Michelsen   | Alex Michelsen   | 6            | 6            |  |
|  |             | Adam Walton      | Adam Walton      | 2           | 3           |  |  | 7            | Yannick Hanfmann | Yannick Hanfmann | 3            | 2            |  |
|  | 7           | Yannick Hanfmann | Yannick Hanfmann | 6           | 6           |  |  |              |                  |                  |              |              |  |

### Sezione 4
|  | Primo turno | Primo turno        | Primo turno  | Primo turno | Primo turno |  |  | Ultimo turno | Ultimo turno       | Ultimo turno       | Ultimo turno | Ultimo turno |  |
|  |             |                    |              |             |             |  |  |              |                    |                    |              |              |  |
|  | 4           | Jakub Menšík       | Jakub Menšík | 2           | 3           |  |  |              |                    |                    |              |              |  |
|  | WC          | Oscar Otte         | Oscar Otte   | 6           | 6           |  |  | WC           | Oscar Otte         | Oscar Otte         | 7            | 6            |  |
|  | WC          | Louis Weßels       | 3            | 7           | 4           |  |  | 6            | Constant Lestienne | Constant Lestienne | 62           | 1            |  |
|  | 6           | Constant Lestienne | 6            | 64          | 6           |  |  |              |                    |                    |              |              |  |